# Gornje Jame
Gornje Jame falu Horvátországban, Sziszek-Monoszló megyében. Közigazgatásilag Glinához tartozik.

## Fekvése
Sziszek városától légvonalban 22, közúton 37 km-re délnyugatra, községközpontjától légvonalban 7, közúton 11 km-re északra, a Kulpától délre, Stankovac, Mala Solina és Donje Jame között fekszik. A két Jame közül ez fekszik magasabban, ezért kapta a „gornje” jelzőt.

## Története
A környék számos településéhez hasonlóan a 17. század vége felé népesült be. 1696-ban a szábor a bánt tette meg a Kulpa és az Una közötti határvédő erők parancsnokává, melyet hosszas huzavona után 1704-ben a bécsi udvar is elfogadott. Ezzel létrejött a Báni végvidék, horvátul Banovina (vagy Banja), mely katonai határőrvidék része lett. 1745-ben megalakult a Glina központú első báni ezred, melynek fennhatósága alá ez a vidék is tartozott. 1881-ben megszűnt a katonai közigazgatás. 1918-ban az új szerb-horvát-szlovén állam, majd később Jugoszlávia része lett. A második világháború idején a Független Horvát Állam része volt.

A délszláv háború előtt lakosságának 54 százaléka szerb, 38 százaléka horvát nemzetiségű volt. A szerbek a glinai parókiához, a horvátok a mala solinai plébániához tartoztak. 1991. június 25-én az akkor kikiáltott független Horvátország része lett, szerb többségű lakossága azonban Krajinai Szerb Köztársasághoz csatlakozott. A szerb erők a horvát lakosság legnagyobb részét 14 polgári személyt (köztük három kiskorú gyermeket) és egy katonát 1991. december 11-én meggyilkolták. 
 1995. augusztus 8-án a Vihar hadművelettel foglalta vissza a horvát hadsereg. A szerb lakosság elmenekült, házaikat felgyújtották. 2011-ben a településnek már nem volt állandó lakossága.

## Népesség
| Lakosság változása | Lakosság változása | Lakosság változása | Lakosság változása | Lakosság változása | Lakosság változása | Lakosság változása | Lakosság változása | Lakosság változása | Lakosság változása | Lakosság változása | Lakosság változása | Lakosság változása | Lakosság változása | Lakosság változása | Lakosság változása |
| ------------------ | ------------------ | ------------------ | ------------------ | ------------------ | ------------------ | ------------------ | ------------------ | ------------------ | ------------------ | ------------------ | ------------------ | ------------------ | ------------------ | ------------------ | ------------------ |
| 1857               | 1869               | 1880               | 1890               | 1900               | 1910               | 1921               | 1931               | 1948               | 1953               | 1961               | 1971               | 1981               | 1991               | 2001               | 2011               |
| 0                  | 0                  | 0                  | 0                  | 0                  | 0                  | 0                  | 0                  | 220                | 211                | 181                | 127                | 83                 | 44                 | 9                  | 0                  |

(1857-től 1931-ig lakosságát Donje Jame településhez számították.)

## Nevezetességei
- Szent Petka tiszteletére szentelt pravoszláv kápolnájának és a szerb temető maradványai.
- A délszláv háború helyi horvát áldozatainak emlékműve.